# Gerhard III. von Lohn
Gerhard III. von Lohn (* um 1180; † um 1225) war ein Graf der Herrschaft Lohn sowie Lord von Bredevoort, deren Gebiet sich bis zu ihrem Untergang im Jahre 1316 über das Westmünsterland erstreckte.

## Leben

### Herkunft und Familie
Gerhard III. von Lohn entstammte als Sohn des Gottschalk II. von Lohn dem Geschlecht der Edelherren von Lohn und wuchs zusammen mit seinen Brüdern Johannus und Hermann von Bredevoort auf.
Gerhard war mit Richeza von Bredevoort verheiratet. Aus der Ehe sind die Söhne Hermann (Nachfolger als Graf), Otto und Heinrich (beide Domherren in Münster) sowie die Töchter Beatrix (⚭ Sueder van Ringelberg) und Mechthild (⚭ Hermann von Münster) hervorgegangen.

### Wirken
Gerhard trat im Jahre 1195 die Nachfolge seines verstorbenen Vaters an. Zu seinen wichtigsten Taten zählt die Gründung des Klosters Bethlehem. Nach Gerhards Tod übernahm sein Sohn Hermann die Geschäfte der Freigrafschaft.
Die Quellenlage gibt über seinen weiteren Lebensweg keinen Aufschluss.